# If I Had You (Jazzstandard)
If I Had You ist ein Popsong, den Ted Shapiro, Jimmy Campbell und Reg Connelly unter dem gemeinsamen Pseudonym Irving King verfassten und 1928 veröffentlichten. Das ursprünglich aus England stammende Lied wurde ab den 1930er-Jahren vor allem in den Vereinigten Staaten populär und auch zu einem viel gespielten Jazzstandard.

## Hintergrund

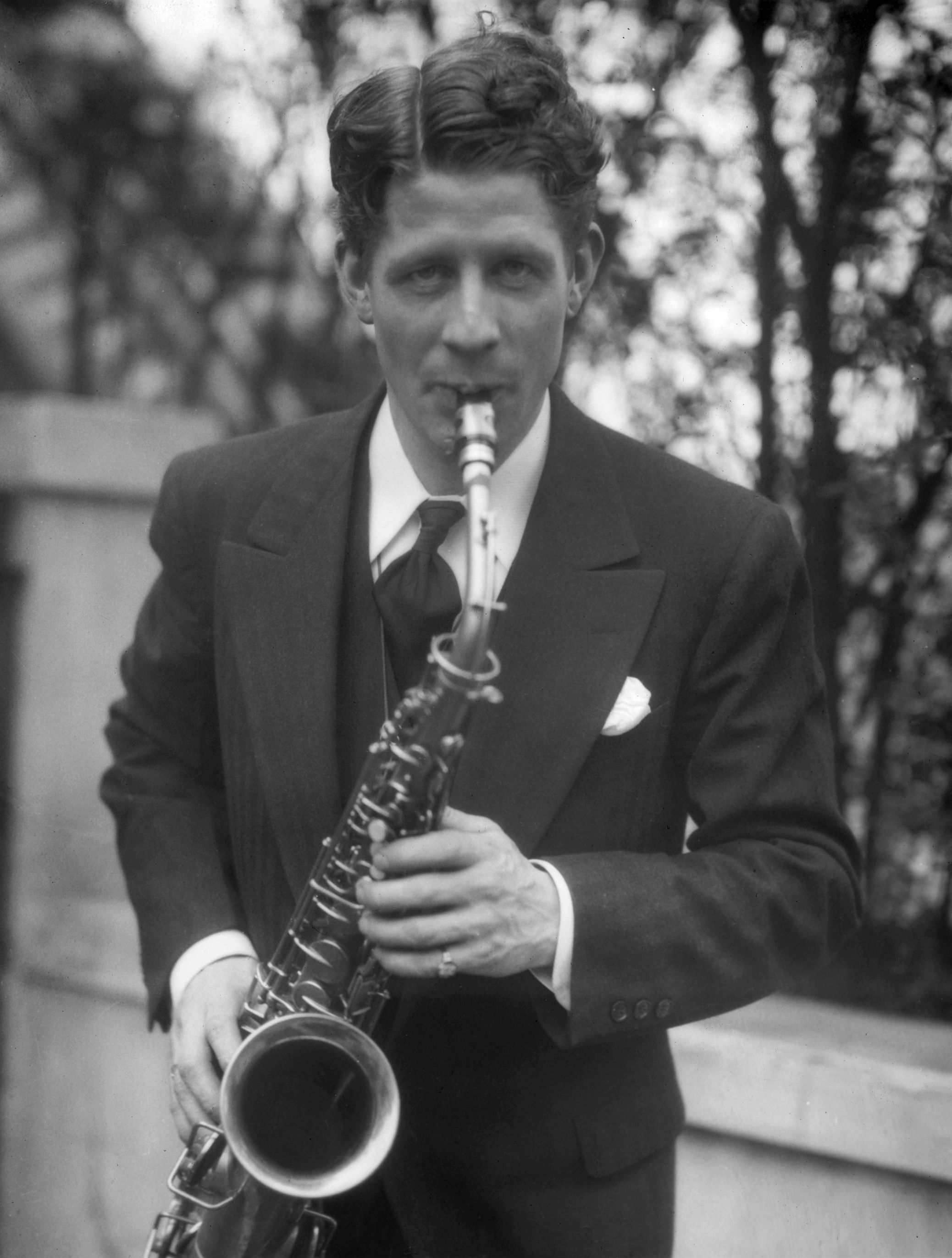
Rudy Vallée am Saxophon, Ende der 1920er oder Anfang der 1930er Jahre

Der in B-Dur in der Form AA'BA' geschriebene Song wurde als „Lieblingsfoxtrott des Prince of Wales“ beworben. If I Had You beginnt mit den Zeilen:
I could show the world how to smile
I could be glad all of the while
I could change the gray skies to blue
If I had you.
Im Refrain hat das Lied eine chromatische Passage, die zwölfmal zu hören ist. Zunächst war der Song in Großbritannien populär; der britische Sänger Al Bowlly kam mit seiner Aufnahme des Songs mit dem Orchester von Fred Elizalde (Brunswick) auf #12 der US-Charts. If I Had You gehörte zu Rudy Vallées ersten Plattenaufnahmen für Harmony Records, begleitet von den Connecticut Yankees – benannt nach einer Show von Rodgers und Hart von 1927. Vallee gelangte mit seiner Version auf Position 7 der amerikanischen Hitparaden.

## Erste Aufnahmen und spätere Coverversionen
Zu den weiteren Musikern, die den Song ab 1928 coverten, gehörten Ray Miller (Brunswick), Sam Lanin/Bing Crosby (OKeh), Broadway Broadcasters (mit Scrappy Lambert, Gesang), die Original Wolverines (Vocalion, mit Frank Sylvano, Gesang), Al Starita and the Piccadilly Players und The Colonial Club Orchestra. In London spielte Bert Ambrose and his Embassy Club Orchestra den Song ein, in Berlin Stefan Weintraub und in Paris Ray Ventura.
Der Diskograf Tom Lord listet im Bereich des Jazz insgesamt 610 (Stand 2015) Coverversionen, unter denen die Aufnahmen von Frank Sinatra, Charlie Parker, Dinah Washington, Art Blakey, Eddie Lockjaw Davis, Benny Goodman, Etta Jones, Diana Krall, Red Norvo (Move!), Oscar Peterson, Lennie Tristano, Charlie Ventura und Joe Williams hervorzuheben sind Dan Dailey sang das Lied in You Were Meant for Me (1948, Regie Lloyd Bacon); Doreen Tryden war Gesangsdouble in The Hoodlum Saint (1946, Regie Norman Taurog). Verwendung fand der Song u. a. auch im Soundtrack des Stanley Kubrick Films Eyes Wide Shut (1999) und des Woody Allen Films Ich sehe den Mann deiner Träume.